# 潘秀琼
潘秀琼（1935年3月10日—）生于澳门，成长于马来半岛，新加坡女歌手，於1950年代从新加坡到香港发展，为电影幕后代唱。於1958年演唱录制《情人的眼泪》（陈蝶衣作词、姚敏作曲）成名，被誉为「低音歌后」。
她的经典曲目包括《家家有本难念的经》、《女儿圈》、《梭罗河之恋》、《小亲亲》、《我是一隻畫眉鳥》、《何必旁人来说媒》及《回娘家》等。
数十年来歌唱生涯，早年大部分时间都在国外巡回演唱、做秀。一直到1982、83年间，潘秀琼在新加坡广播机构（目前的新传媒）力邀下负责歌唱组培训，为她开拓教唱的新领域。当年歌手如萧成宏、叶正文、乔风、贝心妮、陈彼得等就是在潘姐调教下成长。